# سايبر أورغ
سايبر أورغ (باليابانية: サイバーオーグ) (بالإنجليزية: Cyber Org)‏، هي لعبة فيديو يابانية من نوع أكشن، وهي من تطوير باز فوكس، ومن نشر سكوير، صدرت اللعبة بتاريخ 22 أبريل 1999، وتعمل حصرياً لمنصة بلاي ستيشن.